# Ансак-сюр-Вьен
Анса́к-сюр-Вьен (фр. Ansac-sur-Vienne) — коммуна во Франции, находится в регионе Пуату — Шаранта. Департамент — Шаранта. Входит в состав кантона Рюэль-сюр-Тувр. Округ коммуны — Ангулем.
Код INSEE коммуны — 16016.
Коммуна расположена приблизительно в 350 км к югу от Парижа, в 70 км южнее Пуатье, в 55 км к северо-востоку от Ангулема.

## Население
Население коммуны на 2008 год составляло 820 человек.
| 1962 | 1968 | 1975 | 1982 | 1990 | 1999 | 2008 |
| ---- | ---- | ---- | ---- | ---- | ---- | ---- |
| 740  | 738  | 752  | 854  | 936  | 852  | 820  |

## Администрация
| Период | Период | Фамилия          | Партия | Примечания |
| ------ | ------ | ---------------- | ------ | ---------- |
| 2001   | 2008   | Жан-Мишель Фруэн |        |            |
| 2008   | 2014   | Серж Будессёль   |        |            |

## Экономика
В 2007 году среди 520 человек в трудоспособном возрасте (15—64 лет) 376 были экономически активными, 144 — неактивными (показатель активности — 72,3 %, в 1999 году было 71,9 %). Из 376 активных работали 355 человек (194 мужчины и 161 женщина), безработных было 21 (7 мужчин и 14 женщин). Среди 144 неактивных 42 человека были учениками или студентами, 70 — пенсионерами, 32 были неактивными по другим причинам.

## Достопримечательности
- Церковь Сен-Бенуа (XII—XIII века). Исторический памятник с 1996 года[3]
- Часовня Нотр-Дам (XV век). Исторический памятник с 1996 года[4]
- Поместье Виллат (XVI век). Исторический памятник с 1991 года[5]

## Фотогалерея
- Церковь Сен-Бенуа
- Часовня Нотр-Дам
- Поместье Виллат
- Мост через реку Вьенна (фр.)